# Cassidocida aspidomorphae
Cassidocida aspidomorphae är en stekelart som beskrevs av Crawford 1913. Cassidocida aspidomorphae ingår i släktet Cassidocida och familjen raggsteklar. Inga underarter finns listade.